# Salakati
Salakati è una suddivisione dell'India, classificata come census town, di 6.772 abitanti, situata nel distretto di Kokrajhar, nello stato federato dell'Assam. In base al numero di abitanti la città rientra nella classe V (da 5.000 a 9.999 persone).

## Geografia fisica
La città è situata a 26° 29' 36 N e 90° 21' 45 E.

## Società

### Evoluzione demografica
Al censimento del 2001 la popolazione di Salakati assommava a 6.772 persone, delle quali 3.701 maschi e 3.071 femmine. I bambini di età inferiore o uguale ai sei anni assommavano a 895, dei quali 459 maschi e 436 femmine. Infine, coloro che erano in grado di saper almeno leggere e scrivere erano 4.485, dei quali 2.753 maschi e 1.732 femmine.